# Alienoid : Les Protecteurs du futur
Ne doit pas être confondu avec Alienoïds.
Série
Alienoid : L'Affrontement
(2023)
Pour plus de détails, voir Fiche technique et Distribution.
Alienoid : Les Protecteurs du futur (hangeul : 외계+인 1부 ; hanja : 外界+人 1部 ; RR : Oegye+in 1bu ; litt. « Extraterrestre + Humain 1re partie ») est film sud-coréen réalisé par Choi Dong-hoon et sorti en 2022.

## Synopsis
Au royaume de Goryeo, en plein XIVe siècle, des magiciens taoïstes sont en quête d'une dague sacrée. Au XXIe siècle, des extraterrestres apparaissent sur Terre : c'est le début du chaos entre  ces deux mondes temporels.

## Fiche technique
Sauf indication contraire ou complémentaire, les informations mentionnées dans cette section peuvent être confirmées par la base de données KMDb
- Titre original : 외계+인 1부 (Wigyein 1bu)
- Titre anglophone : Alienoid
- Titre français : Alienoid : Les Protecteurs du futur
- Réalisation : Choi Dong-hoon
- Scénario : Choi Dong-hoon et Lee Gi-cheol
- Musique : Jang Young-gyu
- Décors : Ryu Seong-hui et Lee Ha-jun
- Costumes : Jo Sang-gyeong
- Photographie : Kim Tae-gyeong
- Son : Choi Tea-young
- Montage : Sin Min-gyeong
- Production : Ahn Soo-hyun et Choi Dong-hoon
- Société de production : Caper Film
- Société de distribution : CJ Entertainment
- Budget : 33 milliards wons[1]
- Pays de production :  Corée du Sud
- Langue originale : coréen
- Format : couleur - 2,35:1 - son Dolby Digital/Dolby Atmos
- Genres : action, aventure, fantastique, science-fiction
- Durée : 142 minutes
- Dates de sortie : 
  - Corée du Sud : 20 juillet 2022
  - France : 29 octobre 2022 (festival du film coréen à Paris)[2] ; 28 février 2024 (vidéo à la demande)[3]

## Distribution
- Ryu Jun-yeol : Moo-reuk
- Kim Woo-bin : le gardien
- Kim Tae-ri : Lee Ahn
  - Choi Yoo-ri : Lee Ahn, enfant
- So Ji-sub : Moon Do-seok
- Yum Jung-ah : Heuk-seol
- Jo Woo-jin : Cheong-woon
- Kim Eui-sung : Ja-jang
- Lee Hanee : Min Gae-in
- Shin Jung-geun : le Roi de droite
- Lee Si-hoo : le Roi de gauche
- Yoo Jae-myung : Hyun-gam
- Ji Kun-woo
- Kim Hae-sook : la vieille femme de Goryeo
- Kim Dae-myung : le robot Thunder (voix)
- Jeon Yeo-been : Hong Eon-nyeon
- Shim Dal-gi : la mariée
- Yoon Byung-hee : un shaman
- Kim Ki-cheon : Gadding

## Production

### Distribution des rôles
En août 2019, on apprend que Ryu Jun-yeol et Kim Tae-ri rencontre le réalisateur Choi Dong-hoon pour son prochain long métrage en deux parties. En novembre, Jo Woo-jin et Kim Eui-sung sont engagés, dans les rôles de Cheong-woon et Ja-jang, pour les deux parties.
En janvier 2020, on révèle que Yum Jung-ah rejoint l'équipe. En février, on confirme que So Ji-sub se joint à la distribution de la première partie, dans le rôle de l'inspecteur Moon Do-seok, et, en mars, Kim Woo-bin est engagé pour endosser les costumes du Gardien, un être surnaturel gérant et reconduisant des prisonniers extraterrestres, également dans la première partie,.

### Tournage
Le tournage commence en mars 2020. La première et seconde partie sont filmées en 13 mois, dont les prises de vues s'achèvent en avril 2021. Il a lieu à Andong, dans la Gyeongsang du Nord.
Le coût de la production des deux parties est environ 40 milliards de wons.

## Accueil

### Sortie et festival

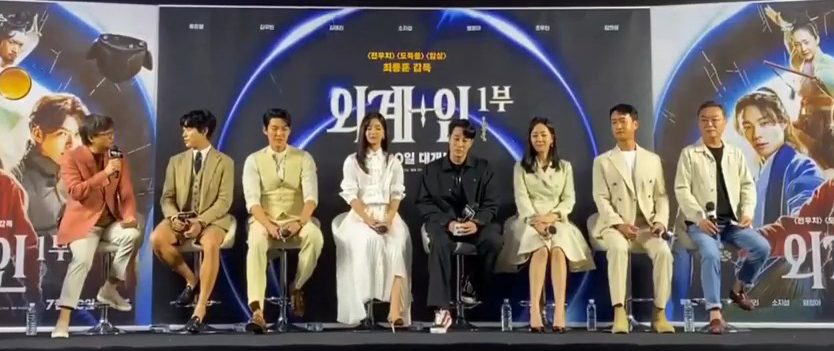
Les acteurs et le réalisateur, le 23 juin 2022.

Le film est sorti, le 20 juillet 2022, en Corée du Sud, en format IMAX et 4DX,.
En France, il est sélectionné, le 29 octobre 2022, au festival du film coréen à Paris. Il y sort le 28 février 2024 en vidéo à la demande.

### Box office
Le film est distribué dans 1 959 salles de cinéma en Corée du Sud, le 20 juillet 2022. Il compte 158 162 spectateurs le premier jour et atteint le sommet du box-office sud-coréen. Le film dépasse 1 million de spectateurs en 7 jours. Depuis le 26 septembre 2022, il est le neuvième plus gros succès du box-office en 2022, avec 11,2 millions de dollars et 1,5 million de spectateurs selon le Conseil du film coréen.
C'est un échec au box-office sud-coréen, compte tenu du coût élevé de la production qui nécessite environ 7 millions de spectateurs pour franchir le seuil de rentabilité.

## Suite
En juin 2022, en pleine promotion du film, le réalisateur Choi Dong-hoon explique que « la première partie suit des personnages de nos jours qui remontent dans le temps au royaume de Goryeo, et la seconde partie se concentrera sur les anciens taoïstes voyageant à travers le temps et l'espace dans le but de récupérer l'épée divine ». Cette seconde partie, Alienoid : L'Affrontement (외계+인 2부), est sortie en 2023.